# Hans Houtzager
Hans Houtzager (eigentlich Johan Frederik Marie Houtzager; * 26. August 1910 in Honselersdijk, Provinz Südholland; † 29. Dezember 1993 in Beilen) war ein niederländischer Hammerwerfer.
Bei den Olympischen Spielen 1936 in Berlin schied er in der Qualifikation aus.
1946 wurde er Fünfter bei den Leichtathletik-Europameisterschaften in Oslo und 1948 Zwölfter bei den Olympischen Spielen in London.
13 mal wurde er Niederländischer Meister (1935, 1936, 1938–1940, 1942, 1946–1952). Seine persönliche Bestleistung von 55,51 m stellte er am 15. Juli 1939 in Den Haag auf.